# Coppa delle nazioni del Golfo 1976
La Coppa delle Nazioni del Golfo 1976, 4ª edizione del torneo di calcio, si è svolta nel Qatar dal 25 marzo all'11 aprile 1976. È stata vinta dall'Kuwait.

## Squadre partecipanti
- Iraq
- Emirati Arabi Uniti
- Oman
- Bahrein
- Kuwait
- Qatar (ospitante)
- Arabia Saudita

## Girone
Le migliori due classificate al termine del girone si qualificano per la finale dell'11 aprile a Doha.
| Team                | Pld | W | D | L | GF | GA | GD  | Pts |
| ------------------- | --- | - | - | - | -- | -- | --- | --- |
| Kuwait              | 6   | 4 | 2 | 0 | 22 | 5  | +17 | 10  |
| Iraq                | 6   | 4 | 2 | 0 | 21 | 4  | +17 | 10  |
| Qatar               | 6   | 4 | 1 | 1 | 11 | 6  | -5  | 9   |
| Bahrein             | 6   | 3 | 0 | 3 | 9  | 15 | -6  | 6   |
| Arabia Saudita      | 6   | 2 | 0 | 4 | 8  | 14 | -6  | 4   |
| Emirati Arabi Uniti | 6   | 0 | 2 | 4 | 4  | 13 | -9  | 2   |
| Oman                | 6   | 0 | 1 | 5 | 3  | 21 | -18 | 1   |

### Partite
| marzo 25, 1976 | Qatar | 1 – 0 | Arabia Saudita |  |

| marzo 25, 1976 | Iraq | 4 – 0 | Oman |  |

| marzo 25, 1976 | Bahrein | 3 – 2 | Emirati Arabi Uniti |  |

| marzo 27, 1976 | Kuwait | 4 – 0 | Qatar |  |

| marzo 27, 1976 | Arabia Saudita | 2 – 0 | Emirati Arabi Uniti |  |

| marzo 27, 1976 | Iraq | 4 – 1 | Bahrein |  |

| marzo 29, 1976 | Kuwait | 8 – 0 | Oman |  |

| marzo 29, 1976 | Iraq | 7 – 1 | Arabia Saudita |  |

| marzo 29, 1976 | Qatar | 3 – 1 | Emirati Arabi Uniti |  |

| aprile 1, 1976 | Bahrein | 1 – 0 | Oman |  |

| aprile 1, 1976 | Qatar | 0 – 0 | Iraq |  |

| aprile 1, 1976 | Kuwait | 0 – 0 | Emirati Arabi Uniti |  |

| aprile 3, 1976 | Qatar | 4 – 1 | Oman |  |

| aprile 3, 1976 | Kuwait | 5 – 2 | Bahrein |  |

| aprile 3, 1976 | Iraq | 4 – 0 | Emirati Arabi Uniti |  |

| aprile 5, 1976 | Bahrein | 2 – 1 | Arabia Saudita |  |

| aprile 5, 1976 | Kuwait | 2 – 2 | Iraq |  |

| aprile 5, 1976 | Qatar | 3 – 0 | Bahrein |  |

| aprile 7, 1976 | Emirati Arabi Uniti | 1 – 1 | Oman |  |

| aprile 7, 1976 | Kuwait | 3 – 1 | Arabia Saudita |  |

| aprile 9, 1976 | Arabia Saudita | 3 – 1 | Oman |  |

## Finale
| Arbitro: | Hédi Saoudi |

|                                   |           |               |
| Al-Anbari 8’, 25’, 90’ Yaqoub 31’ | Marcatori | 9’, 50’ Subhi |